# Школа Нотр-Дам

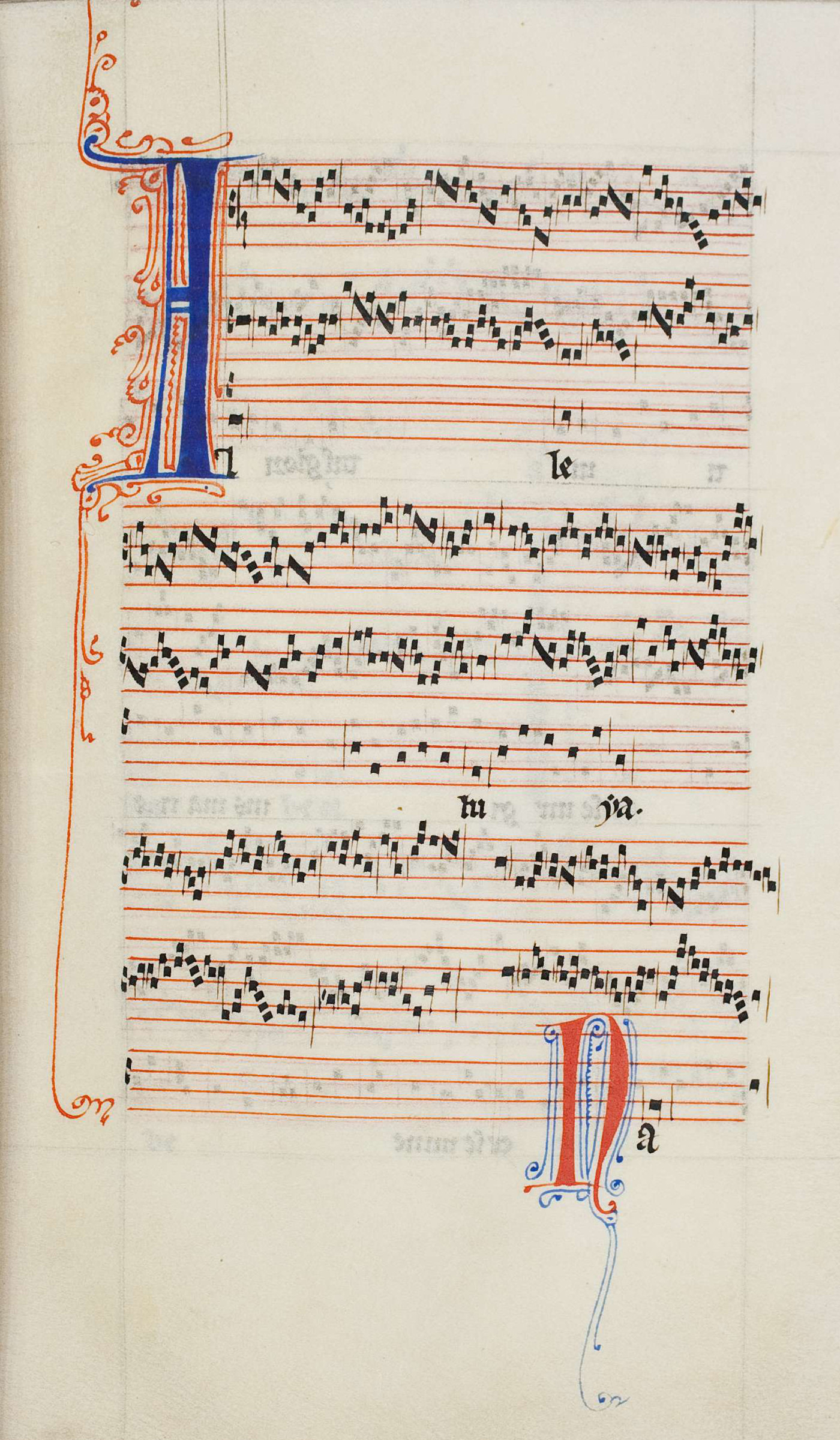
Фрагмент Alleluia nativitas Перотіна

Школа Нотр-Дам (за назвою кафедрального собору Нотр-Дам в Парижі), в сучасній історії музики — позначення церковних музикантів у Парижі в епоху високого середньовіччя (приблизно між 1150 і 1250 роками) пов'язаних жанрово-стильової та композиційно-технічної спільністю.
Головне джерело музики школи Нотр-Дам — Велика книга «Органум» (Magnus liber organi) — збірник, що містить понад 1000 різних музичних творів. Найзначніші багатоголосні клаузули, органуми, кондукти і мотети, які й становлять основну цінність музики Арс антиква. Переважна більшість композицій школи Нотр-Дам анонімно, відомі лише імена видатних композиторів Леоніна і Перотіна, зафіксовані невідомим англійським студентом, названим пізніше Анонімом IV. 
Професійна, насичена творчими експериментами діяльність музикантів школи Нотр-Дам заклала фундамент європейської гармонії, поліфонії і ритміки на кілька століть, аж до закінчення епохи Ренесансу. Основним досягненням школи Нотр-Дам стала заміна більш раннього паралельного органуму, в якому основний голос (Cantus Firmus) дублюється в один з консонанс, іншими видами органуму, в яких Cantus Firmus поділяється на відтинки і виконується в техніці дисканту або бурдону, а голоси розташовані у верхні голоси утворюють мелізми.
Хоча музика Нотр-Даму збереглася у досить значній кількості, її інтерпретація, особливо у ритмічному відношенні, залишається предметом суперечок.